# Коренево
Коренево (рос. Коренево) — робітниче селище в Кореневському районі Курської області Російської Федерації.
Входить до складу муніципального утворення селище Коренево.

## Історія
Населений пункт розташований на території українського етнічного та культурного краю Східна Слобожанщина.
Починаючи з 1699 року, гетьман Іван Мазепа скуповує у московських поміщиків прикордонні з Україною землі, та заселяє їх українськими селянами. За кілька років на цих землях виникає кільканадцять українських слобід, і серед них Амонь, Коренево, Крупець, Обухівка, Снагість, Студянка та інші.
Від 2004 року входить до складу муніципального утворення селище Коренево.

## Населення
| 1939  | 1959  | 1970  | 1979  | 1989  | 2002  | 2009  |
| ----- | ----- | ----- | ----- | ----- | ----- | ----- |
| 1938  | ↗3757 | ↗4736 | ↗5982 | ↗7177 | ↘6630 | ↘6113 |
| 2010  | 2012  | 2013  | 2014  | 2015  | 2016  | 2017  |
| ↗6119 | ↘5933 | ↘5841 | ↘5716 | ↘5598 | ↘5514 | ↘5483 |
| 2018  | 2019  | 2020  | 2021  |       |       |       |
| ↘5420 | ↘5325 | ↘5201 | ↗5555 |       |       |       |